# Stranska vas pri Semiču
Stranska vas pri Semiču je naselje u slovenskoj Općini Semiču. Stranska vas pri Semiču se nalazi u pokrajini Dolenjskoj i statističkoj regiji Donjoposavskoj regiji. 

## Stanovništvo
Prema popisu stanovništva iz 2002. godine naselje je imalo 65 stanovnika.